# جون فوكس واتسون
جون فوكس واتسون (بالإنجليزية: John Fox Watson؛ 31 ديسمبر 1917 – 15 أبريل 1976) كان لاعب كرة قدم اسكتلندي، ويُعتقد أنه اللاعب الاسكتلندي الوحيد في تاريخ ريال مدريد.

## السيرة
وُلِد واتسون في هاميلتون خلال هوجماناي، في نهاية عام 1917. بدأ واتسون مسيرته المهنية في نادي دوغلاس ووتر ثيسل جونيورز قبل أن يوقع مع نادي بوري الإنجليزي حيث لعب معه لأول مرة في الدوري الإنجليزي لكرة القدم في فبراير 1939، قبل الحرب العالمية الثانية. بعد الحرب، لعب مع نادي فولهام حتى عام 1948.

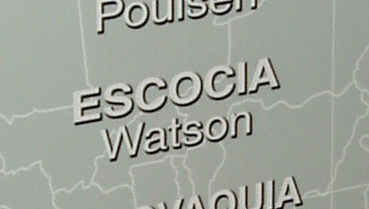
جون فوكس واتسون على حائط ريال مدريد الدولي

في عام 1948، انضم واتسون إلى الإنجليزي مايك كيبينج، وهو لاعب سابق في نادي فولهام، في نادي ريال مدريد الإسباني كلاعب. في موسمه الوحيد في مدريد، لعب واتسون مباراة واحدة فقط، وخسر 3–1 خارج أرضه أمام سيلتا فيجو. وقد وقع للنادي خلال فترة من التغيير غير المسبوق؛ حيث تم تعيين الرئيس سانتياغو برنابيو يستي للتو، وجاء واتسون بعد ستة أشهر فقط من افتتاح ملعب تشامارتين الجديد، والذي تمت إعادة تسميته لاحقًا إلى ملعب سانتياغو برنابيو. يُعتقد أنه اللاعب الاسكتلندي الوحيد الذي يلعب لصالح ريال مدريد (انضمت كارولين وير إلى فريق السيدات في عام 2022).
عاد واتسون إلى إنجلترا في عام 1949 للانضمام إلى كريستال بالاس، حيث شارك في 63 مباراة في موسمين قبل الانضمام إلى نادي كانتربري سيتي غير المحترف. توفي في 15 أبريل 1976، عن عمر يناهز 58 عامًا.

## وصلات خارجية
- هذه المقالة لا تملك بيانات على ويكي بيانات